# Psalmopoeus irminia
Die Psalmopoeus irminia (im Deutschen manchmal Venezuela-Ornament-Vogelspinne genannt) ist eine Webspinne aus der Familie der Vogelspinnen (Theraphosidae). Die entsprechend ihrer deutschen Bezeichnung nahezu ausschließlich in Venezuela verbreitete Art zählt zu den baumbewohnenden Vogelspinnen. Wie auch mehrere andere Vogelspinnenarten erfreut sie sich einer großen Beliebtheit als Terrarientier.

## Merkmale
Die Weibchen von Psalmopoeus irminia erreichen eine Körperlänge von 5 bis 7 cm. Das Opisthosoma zeigt auf schwarzem Grund paarige orangefarbene Querstreifen in Form eines Fischgrätmusters. Die samtige Behaarung des Hinterleibs und das an ein Tigerfell erinnernde Farbmuster hat dieser Vogelspinne im Englischen den Namen Venezuelan Sun Tiger (Venezolanischer Sonnentiger) eingebracht. Auffällig sind auch die orangen Längsstreifen auf den Metatarsen und Tarsen. Die Beine sind lang behaart, die Behaarung der Tibien und Patellae bis zu den Tarsen zeigt oft eine graublaue Färbung. Das Prosoma ist oberseits glatt und weist einen metallischen Glanz auf.
Die Männchen sind wesentlich kleiner als die Weibchen und weniger farbenprächtig. Sie erinnern in der Färbung an die etwas größere verwandte Art Psalmopoeus cambridgei. Die Zeichnung auf dem Hinterleib ist nicht sehr deutlich ausgeprägt und fehlt manchmal ganz. Die Beine sind dichter behaart als die der Weibchen. Mit etwa eineinhalb Jahren werden die Männchen geschlechtsreif. Nach der letzten Reifehäutung sind sie einheitlich grau, mit einem grünlich schimmernden Prosoma, einem leicht bräunlichen Opisthosoma und verblassten Längsstreifen über Tarsen und Metatarsen aller Beinpaare. Sie leben dann nur noch mehrere Wochen bis Monate. Die Weibchen brauchen bis zur Geschlechtsreife 2 bis 3 Jahre und können bis zu zwölf Jahre alt werden.
Jungtiere sind daran zu erkennen, dass ihre nahe den Fußspitzen liegenden Metatarsen zur Gänze orange bis hellbeige gefärbt sind. Ihre Grundfärbung ist bis zur 5. oder 6. Häutung noch nicht gänzlich schwarz, vor allem das Prosoma weist eine rotbraune bis beige Farbe auf. 
Zu den Merkmalen, die von allen Arten der Gattung Psalmopoeus bekannt sind, zählt das Stridulationsorgan, mit dem die Spinne Töne erzeugen kann. Auf dem Hinterleib hat diese Gattung anders als viele andere nord- und südamerikanische Vogelspinnenarten keine Reizhaare, die diese als Abwehrmechanismus einsetzen könnte.

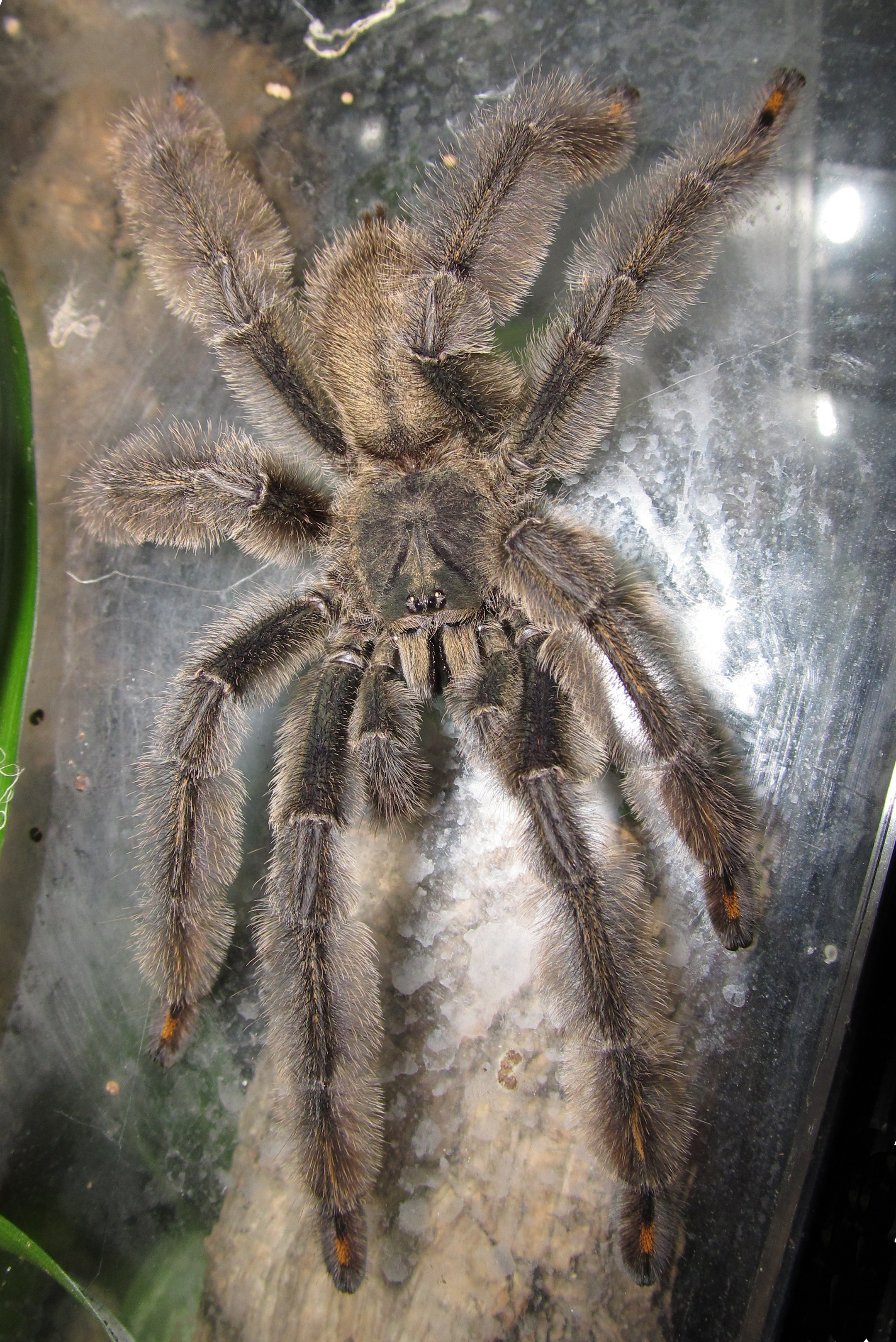
Männchen
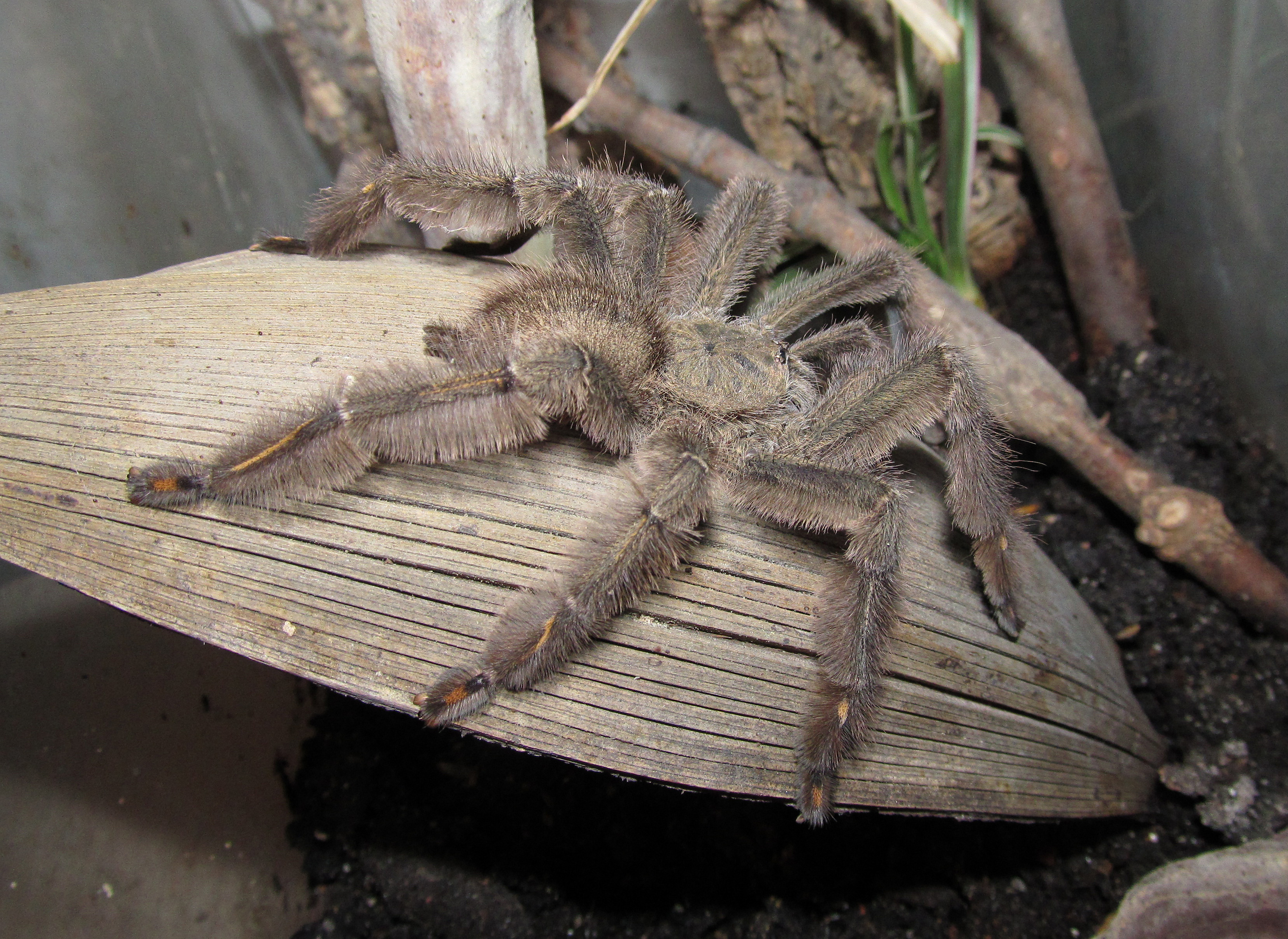
Männchen auf Kokosblatt
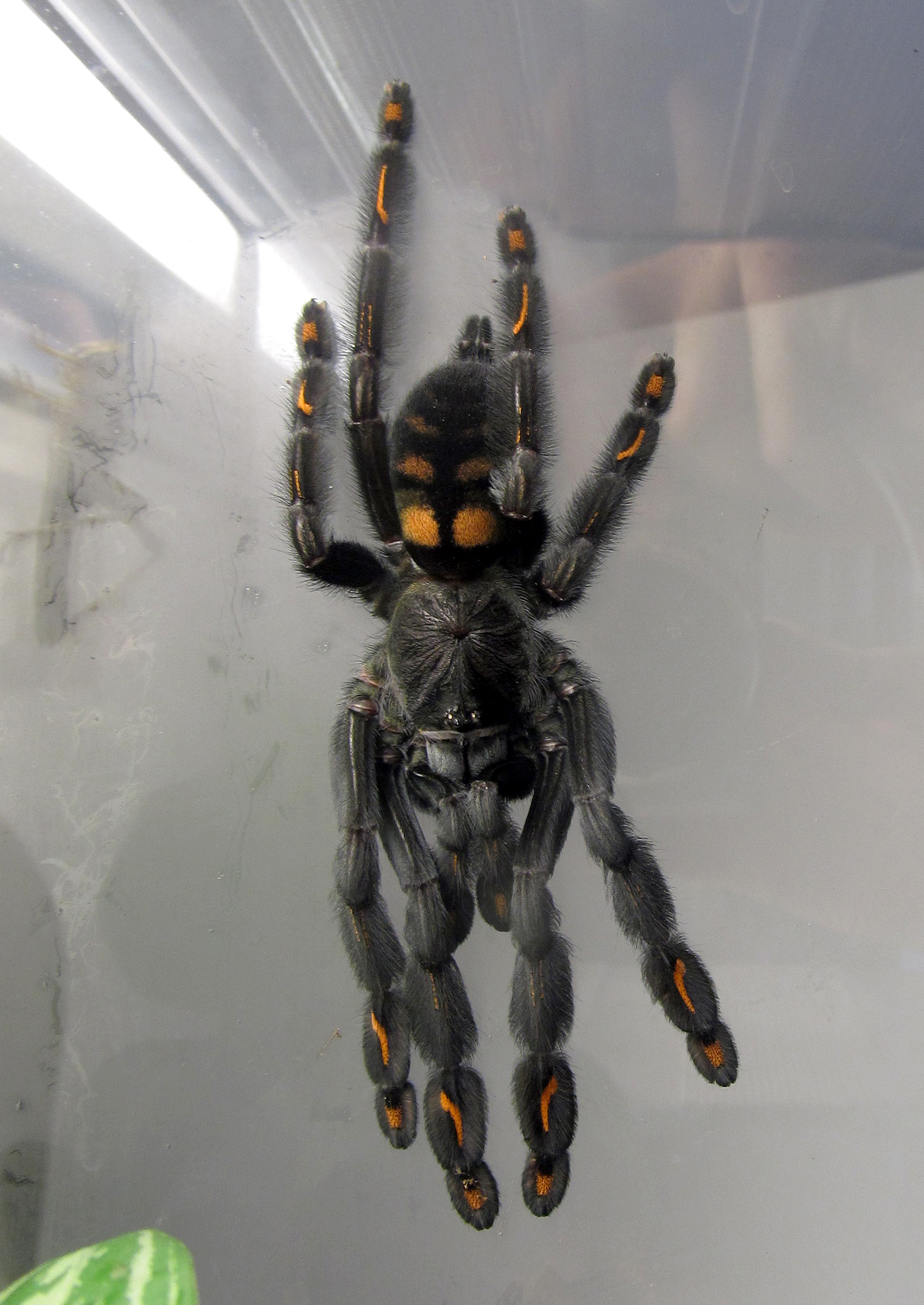
Frisch gehäutetes Weibchen
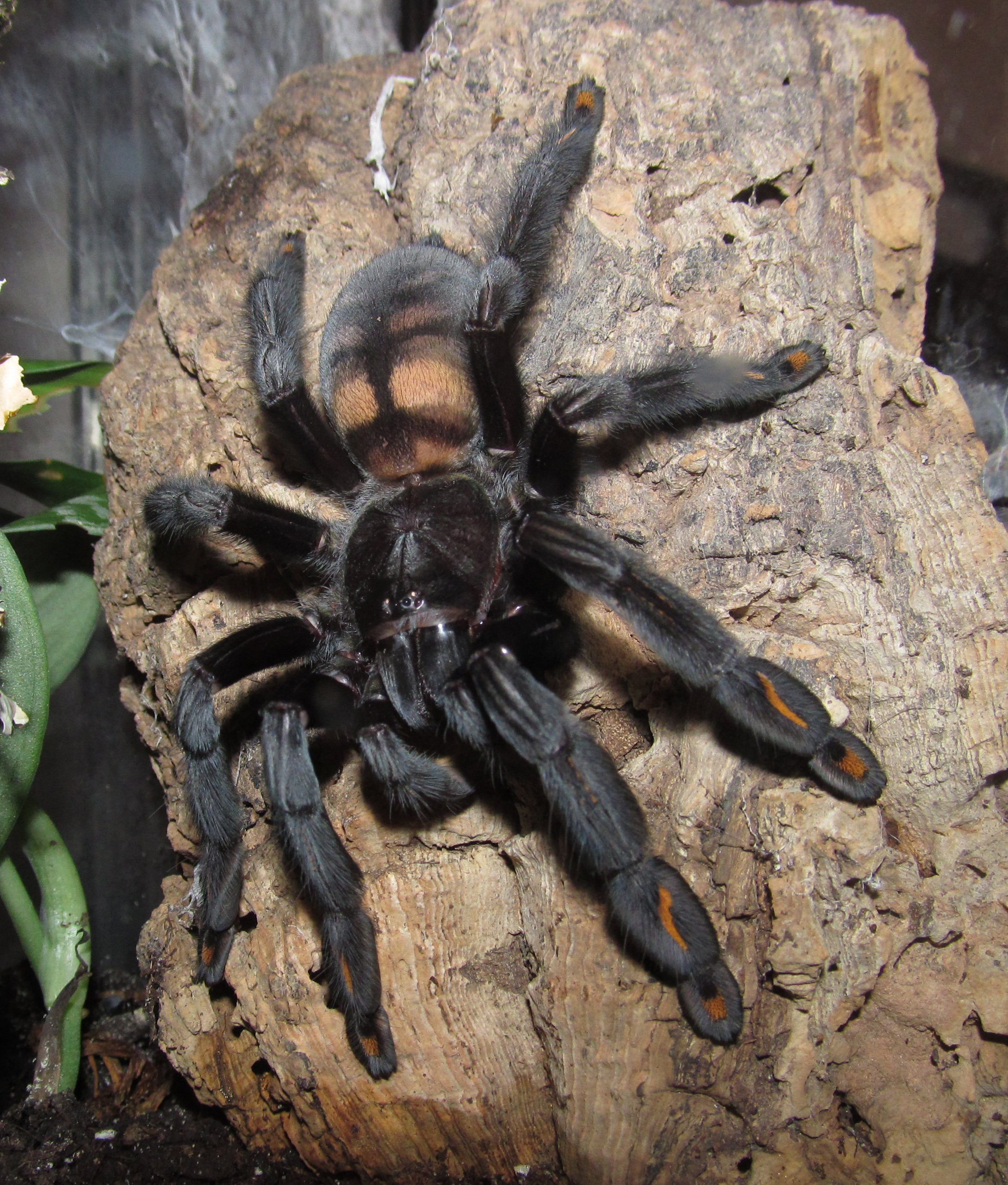
Weibchen auf Korkrinde

## Vorkommen
Die Art lebt in Venezuela und im angrenzenden Guyana. Sie kommt in den Waldgebieten des Orinocodeltas und in der Gran Sabana vor. Der Orinoco fließt im Nordosten Venezuelas in den Atlantik, die Gran Sabana ist eine 450.000 Quadratkilometer große Hochebene im Südosten des Landes. Beide Regionen bieten ein warmes, humides Klima. Des Weiteren ist ein isoliertes Vorkommen in Pacaraíma (eine Gemeinde im Nordwesten des Bundesstaates Roraima in Brasilien) bekannt.
Psalmopoeus irminia lebt in Baumspalten, Astlöchern oder den Höhlen unterhalb der Wurzeln umgestürzter Bäume. Ihren Unterschlupf kleidet sie mit einem Gespinst aus Spinnenseide aus, das oft noch durch Erde oder Pflanzenteile verstärkt wird. Der Nachwuchs spinnt anfangs noch kein Wohngespinst, sondern gräbt sich in die Erde ein.

## Lebensweise

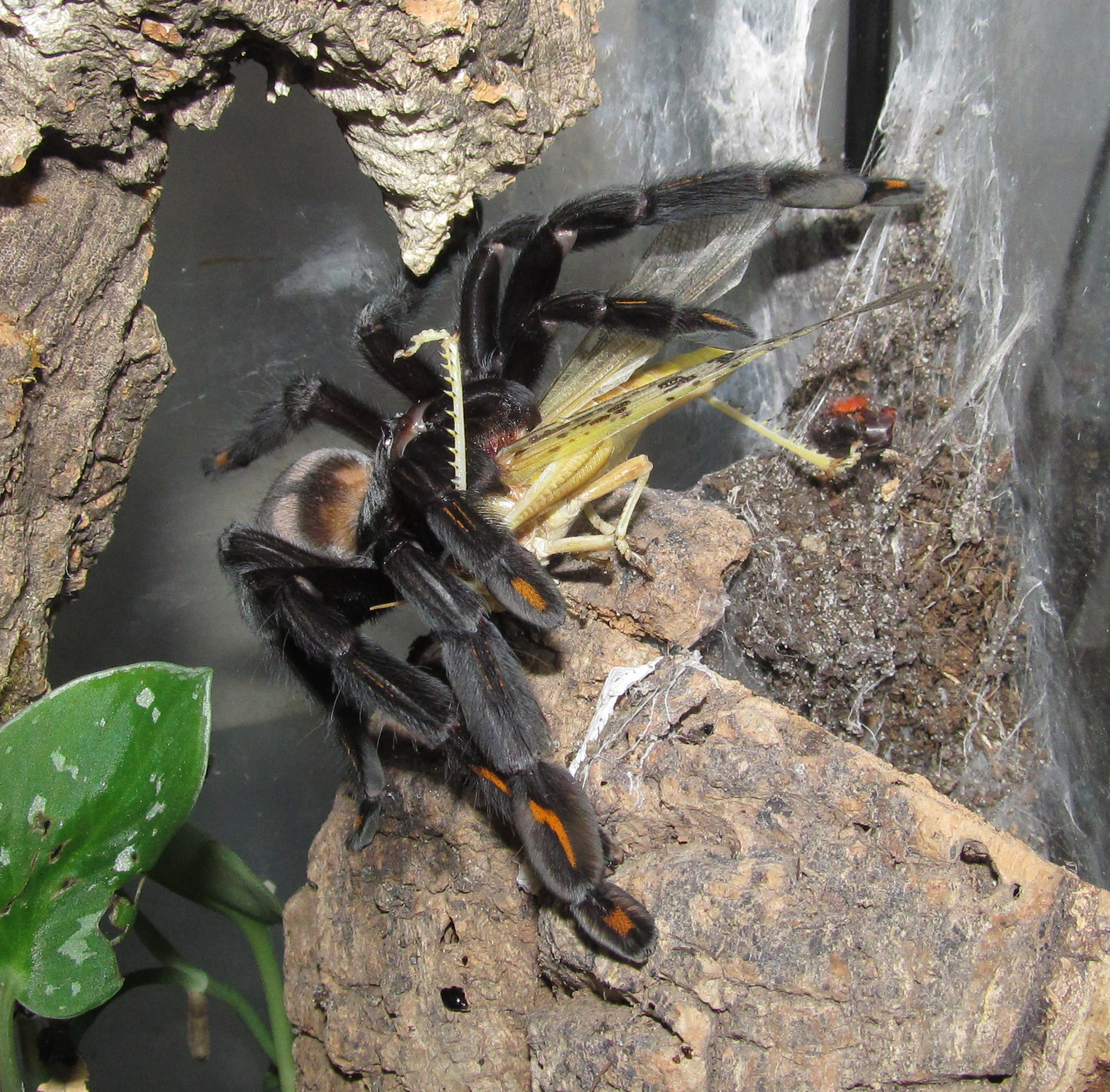
Psalmopoeus irminia, Weibchen mit erbeuteter Wüstenheuschrecke

Psalmopoeus irminia führt eine versteckte Lebensweise. Bei Gefahr zieht sie sich meist schnell in ihre Wohnröhre zurück. Ihre Ernährung besteht in ihrem natürlichen Lebensraum aus Insekten und anderen kleinen Tieren.
Als Baumbewohnerin besitzt Psalmopoeus irminia besonders große Haftpolster (Scopulae), die sich über Tarsen und Metatarsen erstrecken. Sie bestehen aus einer großen Anzahl feiner Hafthaare, die an ihren Enden verzweigt sind. Durch Adhäsionskräfte kann die Spinne selbst an glatten Flächen, wie den Wänden von Terrarien, hochklettern, wenn diese geringe Spuren von Feuchtigkeit aufweisen. In die Scopula eingebettete, bewegliche Dorne lösen die Beinglieder wieder von ihrem Untergrund. Als weitere Möglichkeiten, sich in ihrem Biotop fortzubewegen, dienen der Spinne das schnelle Laufen und Sprünge über kurze Distanzen oder von Felsvorsprüngen.

## Fortpflanzung und Entwicklung

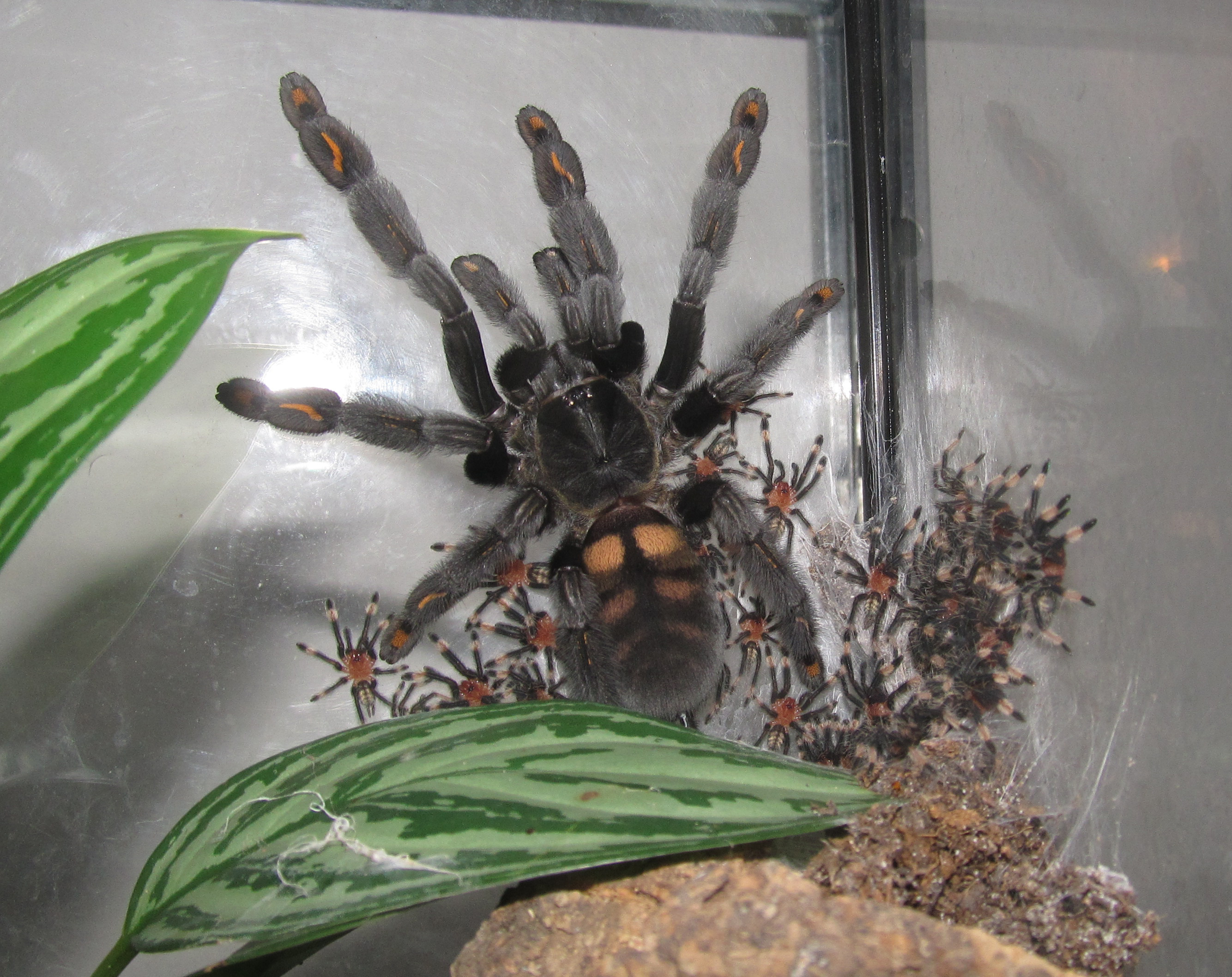
Mutter mit Jungtieren

Vor der Paarung, die in den Monaten Dezember bis Juni stattfinden kann, webt das Männchen ein sogenanntes Spermanetz. Hier wird das Sperma gesammelt, das dann in die Bulben der Pedipalpen aufgenommen wird. Erst nach diesen Vorbereitungen sucht das Männchen ein Weibchen. Geleitet wird es dabei wahrscheinlich durch bestimmte Pheromone, chemische Botenstoffe, die von den Weibchen abgegeben und von den Männchen wahrgenommen werden können. Sobald das Männchen das Netz eines Weibchens gefunden hat, trommelt es mit den Pedipalpen und teilweise mit dem zweiten und dritten Beinpaar gegen das Netz. Diese Vibrationen werden über spezielle Sinnesorgane, die hauptsächlich auf den Spinnenbeinen sitzen, vom Weibchen wahrgenommen. Die Paarung verläuft meist ungefährlich für das Männchen, es wird nicht wie bei vielen anderen Spinnenarten durch einen Giftbiss getötet, sondern höchstens aus der Nähe des Weibchens verjagt.
Bei der Begattung müssen die Chitinspangen (Cymbium) der Pedipalpen genau auf die Geschlechtsöffnung des Weibchens abgestimmt sein. Nach diesem Schlüssel-Schloss-Prinzip ist die Begattung eines Weibchens einer anderen Art nicht möglich. Beim Weibchen wird durch die Übertragung der Samenpakete in eigene Behälter, die Spermatheken, die Eiproduktion erst angeregt. Ungefähr acht Wochen nach der Kopulation werden die Zugänge des Nestes verschlossen und ein Kokon aus Spinnseide vorbereitet. Nach einem weiteren Monat legt das Weibchen 80 bis 150 Eier in den Kokon ab. Nach drei Wochen schlüpfen die Jungspinnen und häuten sich zwei Mal innerhalb des Kokons. Danach verlassen sie den Kokon und nach einiger Zeit das Wohngespinst der Mutter. Sie häuten sich alle zwei bis drei Wochen.
Wie bei einigen anderen Arten der Vogelspinnen kann das Weibchen nach einer einzigen Begattung noch einen zweiten oder dritten Eikokon mit befruchteten Eiern produzieren. Allerdings nimmt die Zahl der Eier von Kokon zu Kokon ab. Das Weibchen häutet sich während dieser Zeit nicht, da mit jeder Häutung die Samen des Männchens in den Spermatheken verloren gehen würden.